# Concordia (Nova Jersey)
Concordia és una concentració de població designada pel cens dels Estats Units a l'estat de Nova Jersey. Segons el cens del 2000 tenia 3.658 habitants.

## Demografia
Segons el cens del 2000, Concordia tenia 3.658 habitants, 2.180 habitatges, i 1.351 famílies. La densitat de població era de 1.345,1 habitants/km².
Dels 2.180 habitatges en un 0,2% hi vivien nens de menys de 18 anys, en un 60,5% hi vivien parelles casades, en un 1,2% dones solteres, i en un 38% no eren unitats familiars. En el 35,4% dels habitatges hi vivien persones soles el 33,3% de les quals corresponia a persones de 65 anys o més que vivien soles. El nombre mitjà de persones vivint en cada habitatge era d'1,68 i el nombre mitjà de persones que vivien en cada família era de 2,05.
Per edats la població es repartia de la següent manera: un 0,4% tenia menys de 18 anys, un 0,1% entre 18 i 24, un 1% entre 25 i 44, un 10,1% de 45 a 60 i un 88,5% 65 anys o més.
L'edat mediana era de 74 anys. Per cada 100 dones de 18 o més anys hi havia 72,3 homes.
La renda mediana per habitatge era de 43.382 $ i la renda mediana per família de 51.949 $. Els homes tenien una renda mediana de 54.615 $ mentre que les dones 32.250 $. La renda per capita de la població era de 36.962 $. Aproximadament el 0,9% de les famílies i l'1,9% de la població estaven per davall del llindar de pobresa.

## Poblacions més properes
El següent diagrama mostra les poblacions més properes.